# Holzkirchen (powiat Würzburg)
Holzkirchen – miejscowość i gmina w Niemczech, w kraju związkowym Bawaria, w rejencji Dolna Frankonia, w regionie Würzburg, w powiecie Würzburg, wchodzi w skład wspólnoty administracyjnej Helmstadt. Leży około 10 km na północny zachód od Würzburga, nad rzeką Aalbach.

## Dzielnice
W skład gminy wchodzą dwie dzielnice: 
- Holzkirchen
- Wüstenzell

## Demografia
| Rok  | Liczba mieszk. |
| ---- | -------------- |
| 1970 | 795            |
| 1987 | 945            |
| 2000 | 1 000          |
| 2004 | 958            |

## Oświata
(na 1999)

W gminie znajduje się 50 miejsc przedszkolnych (z 28 dziećmi).